# Gustave Maréchal
Gustave Maréchal est un architecte français. Il est dans les années 1930 l’auteur des plans de nombreuses villas balnéaires de style néo-breton de La Baule après avoir fait ses premières armes au Croisic.

## Biographie
Gustave Maréchal est le fils d'Émile Maréchal, également actif en tant qu'architecte au Croisic de 1912 à 1928. 
Gustave Maréchal commence sa carrière au Croisic à partir de 1928, puis s'installe à La Baule-Escoublac d'où il construit de nombreuses villas de style néo-breton,, à La Baule et dans sa région.

## Œuvre architecturale
On lui doit en particulier :
- une maison de villégiature balnéaire de Batz-sur-Mer, en 1928[4] ;
- la maison Albérick, vers 1931[5], au Croisic ;
- la maison Bruyère d'Arvor, en 1930[6], au Croisic ;
- l’hôtel Le Cap Fleuri (conception partielle en 1932[7]) au Croisic ;
- la villa balnéaire Chouia, en 1932[8], à La Baule ;
- une extension des établissements de bains Deslandes-Orière au Croisic, dans les années 1950[9] ;
- la maison Fantasio, vers 1935[10], au Croisic ;
- les maisons jumelles Les Fougères et l'Écume, en 1931[11], au Croisic ;
- la villa balnéaire Le Kerhou, vers 1930[12], à La Baule ;
- la maison Ker Jeannine, en 1934[13], au Croisic ;
- la villa balnéaire Ker Mathurin, vers 1930[14], à La Baule ;
- la maison Ker Yvonnick, vers 1933[15], à Batz-sur-Mer ;
- la villa Maina, vers 1930[16], à La Baule ;
- l’agrandissement de la maison Manor au Croisic vers 1930 (maison initialement construite vers 1907[17]) ;
- la maison Le Menhir et Le Dolmen, vers 1940[18], au Croisic ;
- la villa L'Oustalet, en 1938[19], à La Baule ;
- la maison La Parigotte, en 1930[20], au Croisic ;
- la villa balnéaire du Pouliguen Port Gentil, vers 1939[21] ;
- la maison Les Tamaris, en 1937[22], au Croisic ;
- la maison dite Villa Jacqueline Yvette, vers 1929[23], à Batz-sur-Mer ;
- la maison dite Villa Mazy au Croisic transformée par la suite en centre de vacances (transformation en 1950 d'une villa de 1914[24]).